# Ісраїлов Ахлідін Шукурович
Ахліді́н Шуку́рович Ісраї́лов (кирг. Ахлидин Исраилов; 16 вересня 1994, Кара-Суу, Киргизстан) — киргизький футболіст, півзахисник.

## Клубна кар'єра

### Ранні роки
Розпочав займатись футболом в клубі «Абдиш-Ата».

### «Динамо»
На початку 2008 року тринадцятирічного футболіста на турнірі юнацьких збірних у Росії помітила селекція київського «Динамо» і взяла до своєї школи. З 2008 по 2011 рік виступав у ДЮФЛ за київське «Динамо». Неодноразово визнавався найкращим гравцем чи нападником у ході юнацьких турнірів. Найкращий нападник ДЮФЛ (U-15) сезону 2008/09.
З літа 2012 по 2016 рік виступав за «Динамо-2». Дебютував за другу команду 15 жовтня 2012 року в матчі проти «Миколаєва», який завершився поразкою киян 1:2.

### «Черкаський Дніпро»
У липні 2016 року став гравцем «Черкаського Дніпра».

## Збірна
Виступав за молодіжної збірної Киргизстану.
11 жовтня 2013 року 19-річний Ісраїлов дебютував у національній збірній Киргизстану в товариському матчі проти збірної Кувейту, допомігши своїй збірній здобути впевнену перемогу з рахунком 3:0. Ахлетдін вийшов у стартовому складі, провів на полі 68 хвилин, після чого був замінений на Набієва. Він забив гол у дебютному матчі Кубку Азії проти Китаю.